# Annely Peebo
Annely Peebo, de soltera Annely Sarv (Võhma (comtat de Viljandi), 16 de novembre, 1971), és una cantant d'òpera (mezzosoprano) estoniana.

## Educació
Es va graduar a l'Escola Superior de Música de Tallinn, on va estudiar direcció coral i piano.
Després va estudiar cant de cambra a la Universitat de Música i Arts Escèniques de Viena (Universität für Musik und darstellende Kunst Wien) sota la direcció de Gerhard Kahry i cant d'òpera amb Curt Malm.

## Carrera
De 1990 a 1994, va cantar al Cor de Cambra Filharmònic d'Estònia. El 1997, Peebo va debutar amb "Rigoletto" a l'Òpera Estatal de Viena (Wiener Staatsoper) i des del mateix any va ser membre permanent de l'Òpera Popular de Viena (Volksoper Wien). Des del 2005, treballa com a cantant independent.
Peebo ha cantat papers d'òpera amb Plácido Domingo, Josep Carreras, Andrea Bocelli, Stefania Bonfadelli, Renato Bruson i molts altres. També ha col·laborat amb directors de fama mundial com Claudio Abbado, Eri Klas, Tõnu Kaljuste, Neeme Järvi, Kristjan Järvi i Paavo Järvi.
A la tardor del 2003, Annely Peebo va cantar la Simfonia núm. 9 de Beethoven al Vaticà amb motiu del 25è aniversari del pontificat del Papa Joan Pau II. Altres moments destacats van ser la seva actuació a Viena durant el Nadal del 2006 amb Juan Diego Flórez i Grace Bumbry, i els concerts de gala a l'aire lliure amb Andrea Bocelli (2003) i José Carreras (2013) a Tallinn.

## Família
Annely Peebo parla cinc idiomes: estonià, anglès, alemany, rus i francès. Annely està casada amb l'empresari immobiliari austríac Sascha Günthner i tenen dos fills: Leon Tristan i Lauri Lennox.

## Premis
- A la primavera del 2022, el president d'Àustria va atorgar a Annely Peebo el títol de Kammersänger (la primera cantant estoniana).

## Televisió
Ha protagonitzat la guardonada pel·lícula musical francesa "Les leçons de ténèbres" i, juntament amb Marko Matvere, va presentar el Festival de la Cançó d'Eurovisió del 2002 al Saku Suurhall de Tallinn.

## Papers d'òpera
- *Benjamin Britten "Kruvipööre"
- Giuseppe Verdi "Rigoletto"
- Britten "Somni d'una nit d'estiu" (Hermia)
- Wolfgang Amadeus Mozart "Così fan tutte"  (Dorabella)
- Mozart "Les noces de Figaro" (Cherubino )
- Mozart "Don Giovanni" (Donna Elvira)
- Georges Bizet "Carmen" (Mercedes)